# Die Feen (Perrault)

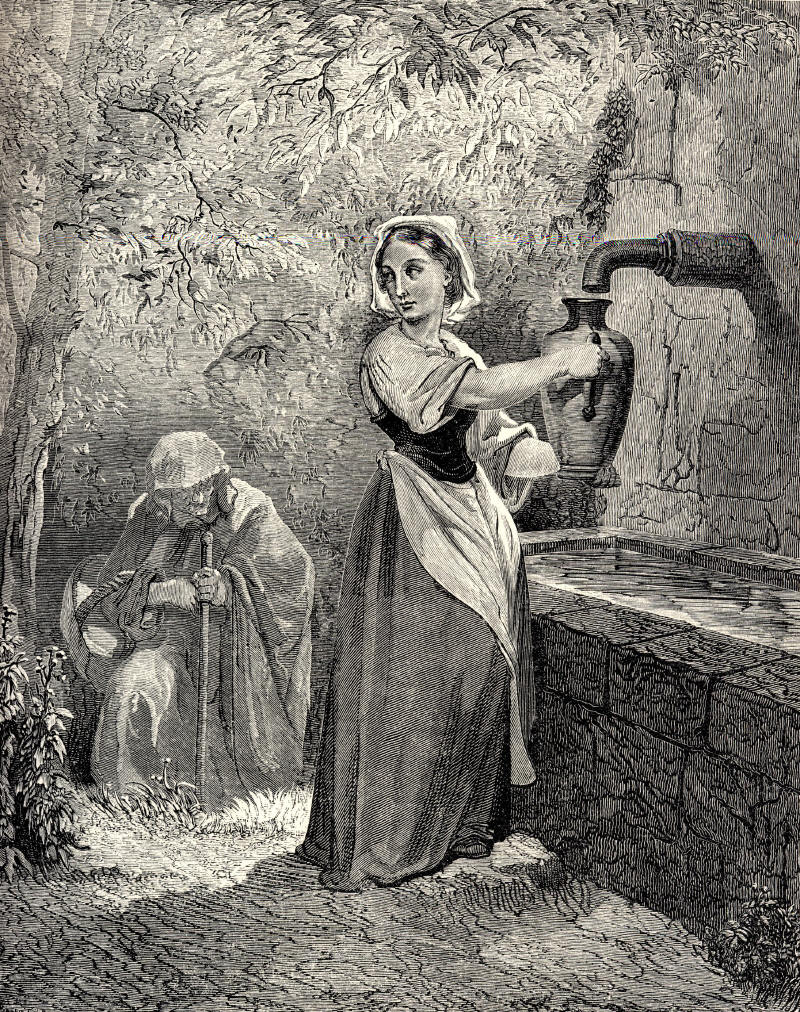
Illustration von Gustave Doré, 1867

Die Feen (französischer Originaltitel: Les Fées) ist ein Märchen von Charles Perrault. Es erschien ab 1697 in seiner Sammlung Contes de ma Mère l’Oye.

## Inhalt
Eine Witwe liebt ihre böse ältere Tochter, die ihr gleicht, und hasst die jüngere, die freundlich ist wie ihr Vater und die immer arbeiten muss. Dieser begegnet am Brunnen eine Fee in Gestalt einer armen Bäuerin, bittet um Wasser und verleiht ihr für die zuvorkommende Hilfe, dass ihr künftig beim Reden Blumen und Edelsteine aus dem Mund fallen. Da schickt die Mutter auch die Ältere, die nimmt die schönste Silberkaraffe mit, ist aber zur als Prinzessin erscheinenden Fee so unfreundlich, dass ihr dann Schlangen und Kröten aus dem Mund fallen. Die Jüngere muss fliehen und trifft im Wald einen Prinzen, der sie heiratet. Die Ältere aber stirbt einsam. Der Erzähler zieht Moral: Anstand lohne sich, und Freundlichkeit sei mehr als Geld.

## Erläuterungen
Perrault parallelisiert mehrfach das Verhalten der gegensätzlichen Schwestern. Die Fee prüft als Bäuerin, wie weit die Freundlichkeit der einen, und als Prinzessin, wie weit die Unfreundlichkeit der anderen gehe. Warum der Titel mehrere Feen andeutet, bleibt unklar. Die Mutter nennt die heimgekehrte Perlenspuckerin zum ersten Mal ihre Tochter, um dann fortzufahren, da müsse sie „ihre Tochter“ (d. h. die ältere) hinschicken („Da, Fanchon, seht nur...“).
Vgl. bei Straparola Nr. 4 Biancabella, in Basiles Pentameron III,10 Die drei Feen, IV,7 Die beiden kleinen Kuchen und V,2 Die Monate sowie Grimms Märchen Nr. 13 Die drei Männlein im Walde (ATU 403), Nr. 24 Frau Holle und Nr. 201 Der heilige Joseph im Walde.

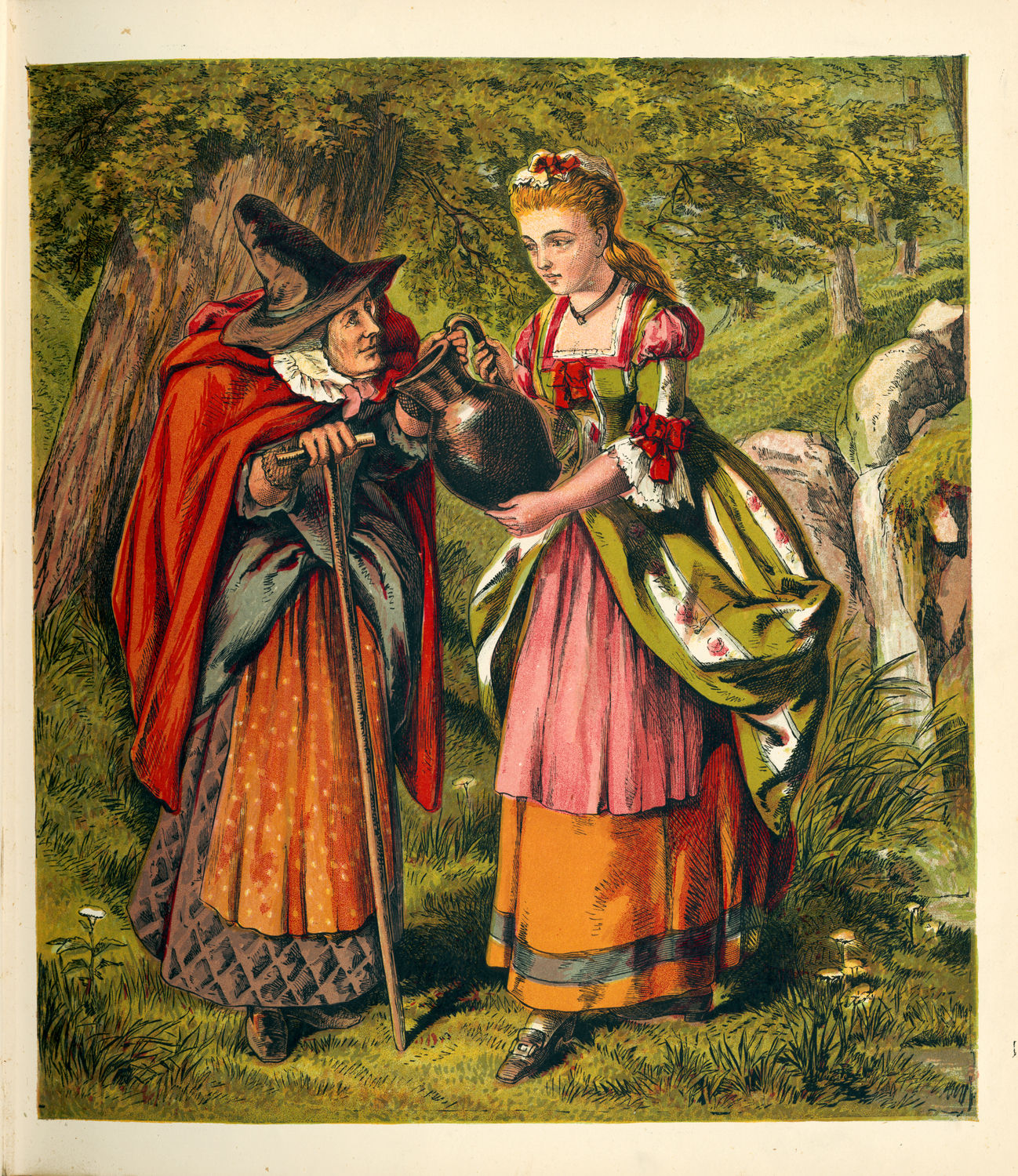
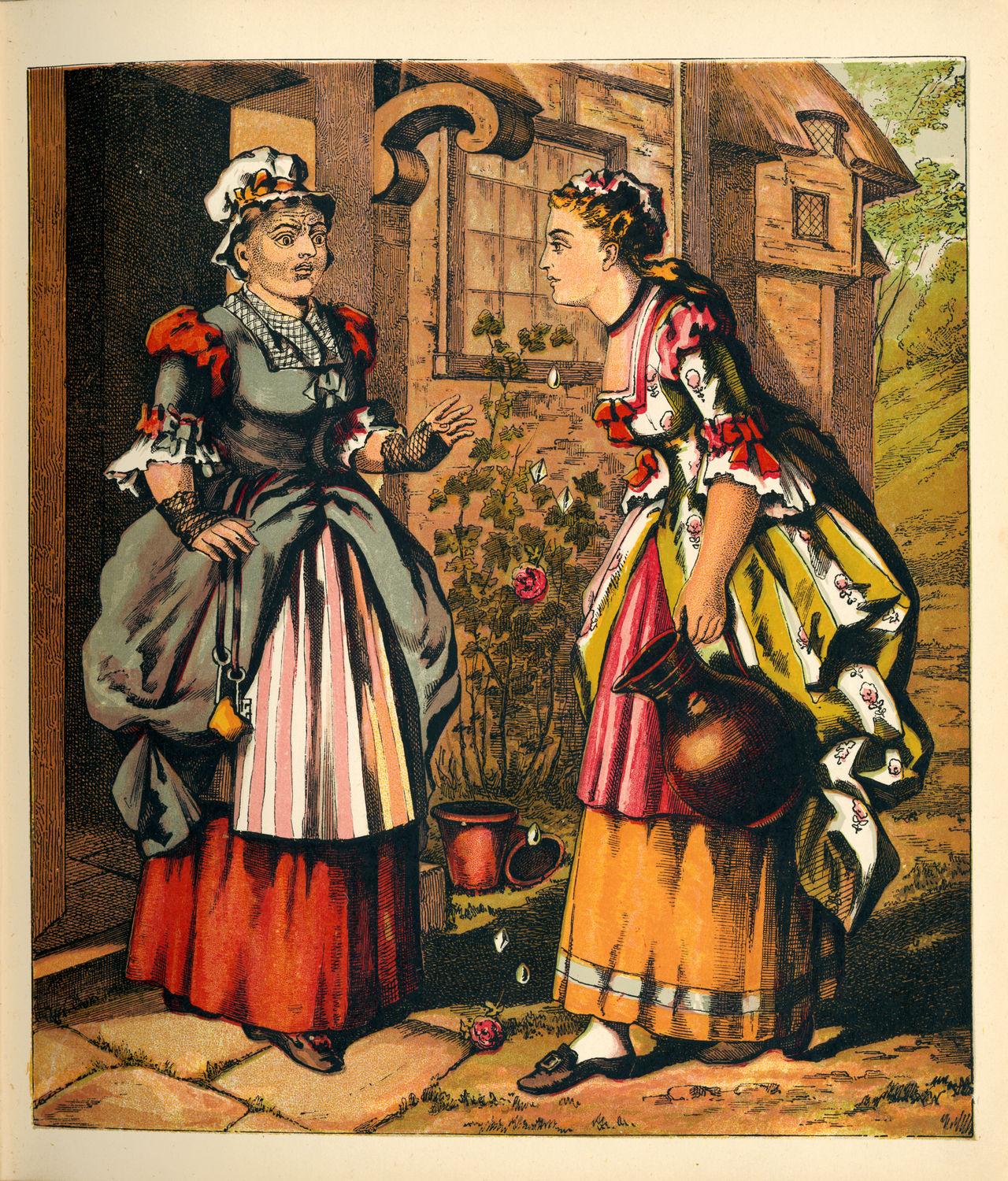
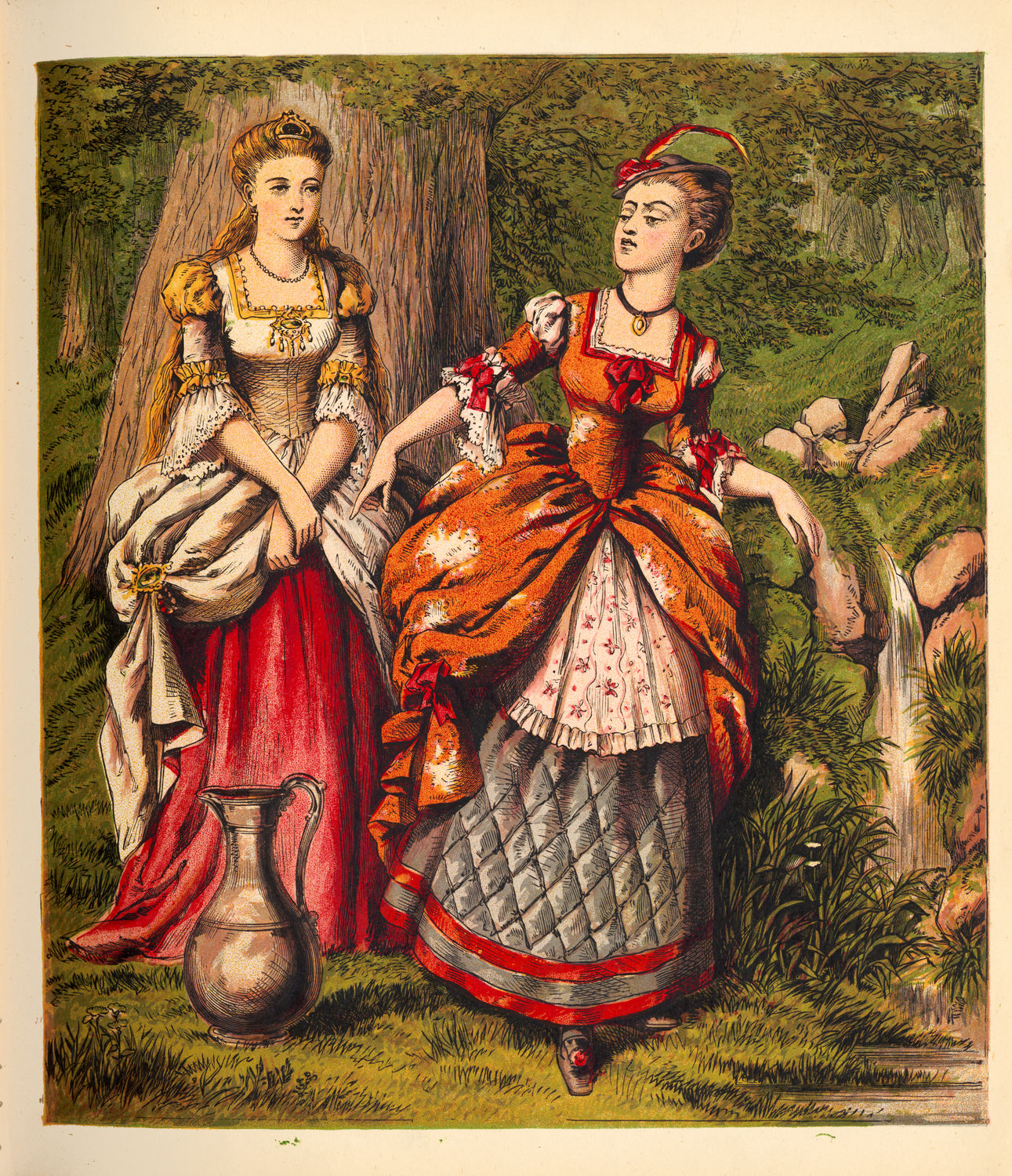
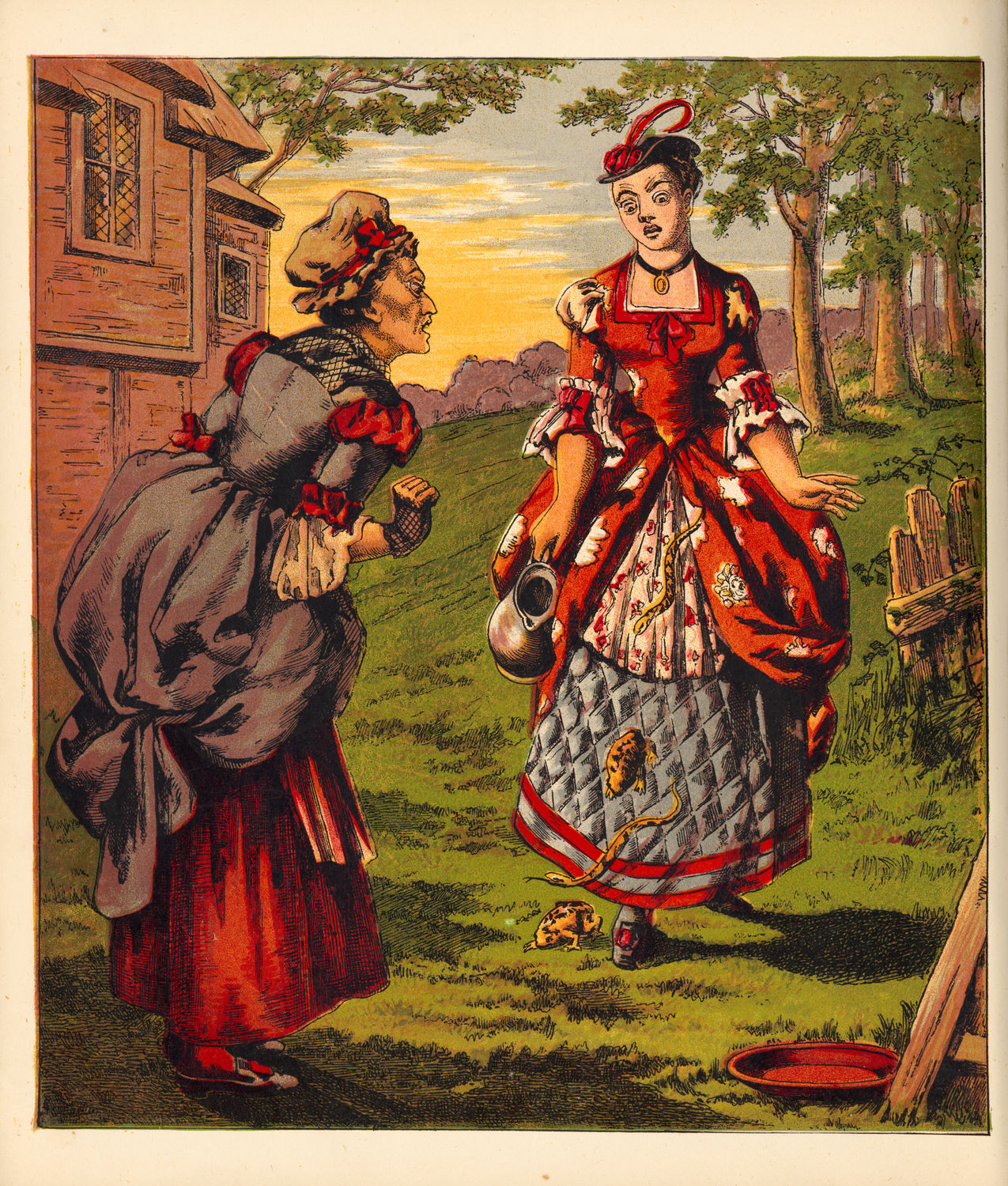
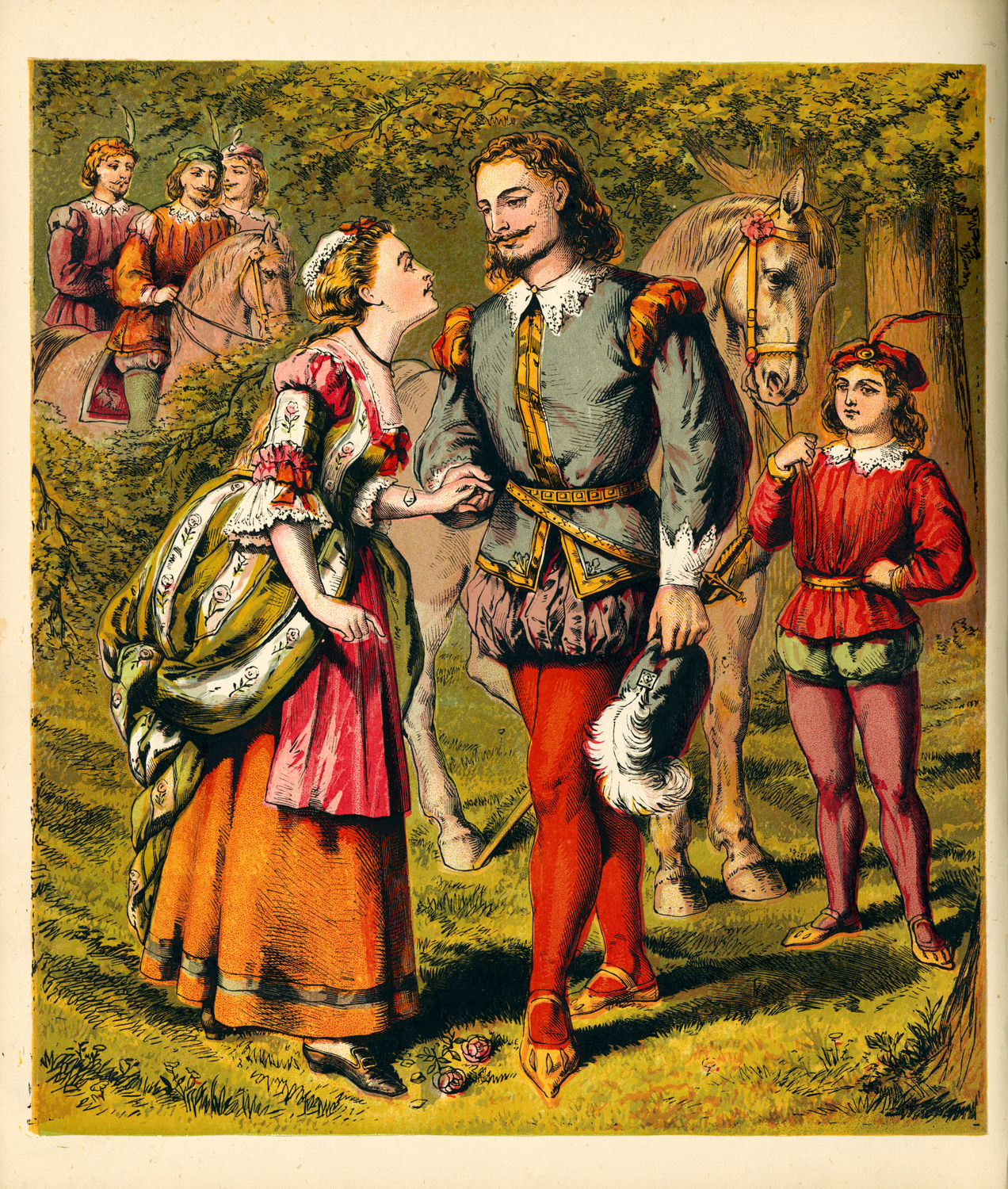
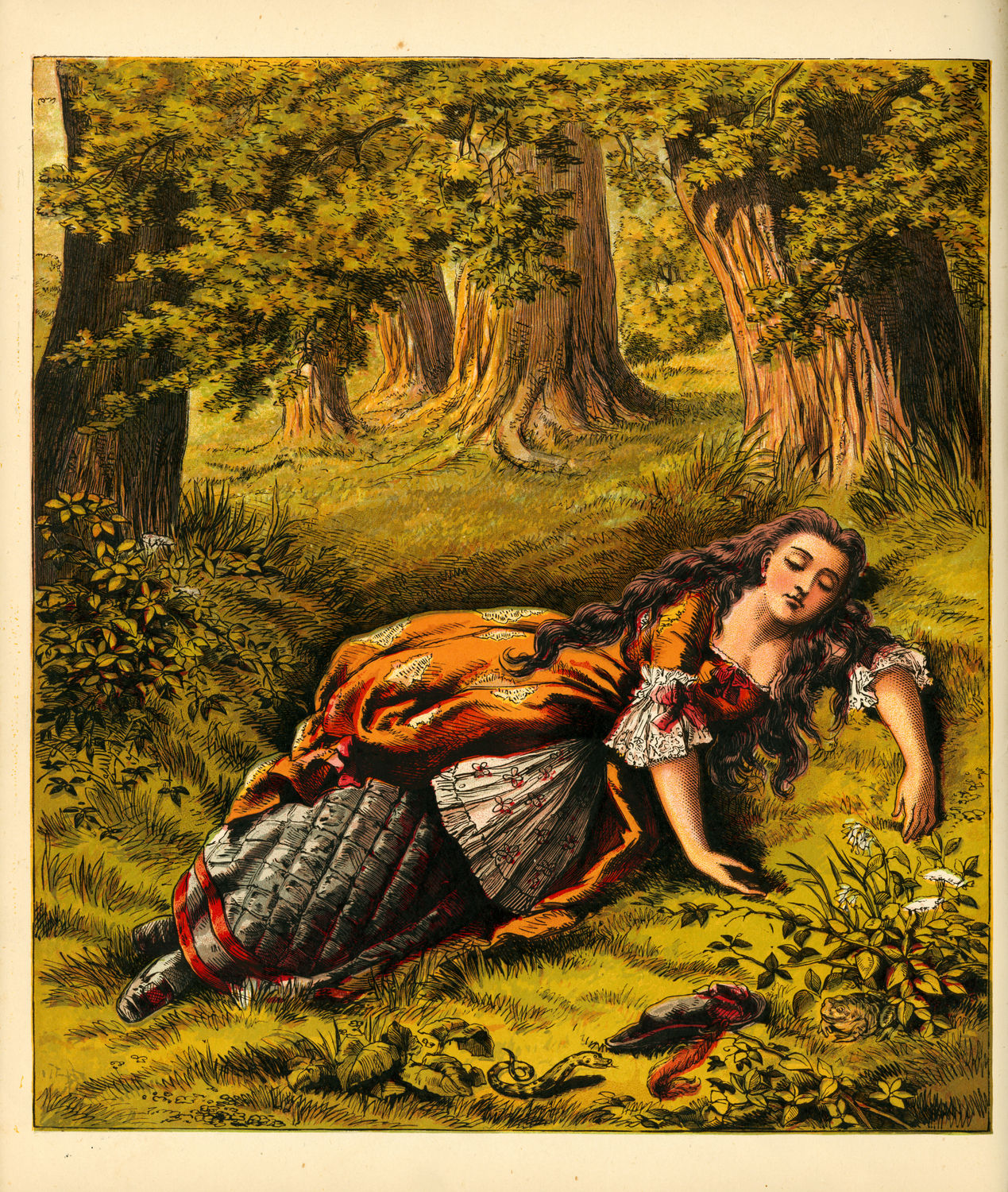

## Textausgaben
- Charles Perrault. Sämtliche Märchen. Reclam, Ditzingen 2012, ISBN 978-3-15-008355-0, S. 90–94, 138 (Übersetzung von Doris Distelmaier-Haas nach Charles Perrault: Contes de ma mère l'Oye. Texte établi, annoté et précédé d'un avant-propos par André Cœuroy. Éditions de Cluny, Paris 1948).